# توکستیلا
توکستیلا (به اسپانیایی: Tuxtilla) یک منطقهٔ مسکونی در مکزیک است که در وراکروس واقع شده‌است.

## خصوصیات
توکستیلا ۱۶۸٫۶۲ کیلومترمربع مساحت و ۲٬۱۲۶ نفر جمعیت دارد.